# Mona Motor
Pour les articles homonymes, voir Mona.
 (octobre 2016).
Si vous disposez d'ouvrages ou d'articles de référence ou si vous connaissez des sites web de qualité traitant du thème abordé ici, merci de compléter l'article en donnant les références utiles à sa vérifiabilité et en les liant à la section « Notes et références ».
 (octobre 2016).
Mona Motor est une société américaine fondée au début du XIXe siècle, connue à l’origine comme fabricant d’huile automobile d’excellente pureté. Sous la marque Mona Motor Oil, la société était devenue en 1930 un grand distributeur d’essence et d’huile aux États-Unis.
Mona Motor distribuait aussi des cartes routières publicitaires qui permettaient aux automobilistes de trouver leur station-service durant l’essor des premières automobiles.